# اف‌ای‌بی ۵۰۰۰
اف‌ای‌بی ۵۰۰۰ان‌جی (روسی: ФАБ-5000НГ و انگلیسی: FAB-5000NG) که در رسانه‌ها فاب ۵۰۰۰ هم گفته می‌شود، یک بمب ۵٬۰۰۰ کیلوگرمیِ (۱۱٬۰۰۰ پوند) بزرگِ هوا پایه با بدنه نازک و قدرت انفجاری بالا بود که توسط نیروی هوایی شوروی در طول جنگ جهانی دوم استفاده می‌شد. این بمب، قدرتمندترین بمب هوایی موجود در جماهیر شوروی در طول جنگ جهانی دوم بود (تا زمانی که بمب اف‌ای‌بی-۹۰۰۰ در طول جنگ سرد به عنوان بخشی از سری ام-۴۶ ساخته شد).

## نام گذاری
ان‌جی در اف‌ای‌بی ۵۰۰۰ان‌جی مخفف نام نیسون گلپرین، طراح این بمب و اف‌ای‌بی مخفف بمب هواییِ شدید الانفجار(روسی: Фугасная авиационная бомба) می‌باشد.

## توسعه
این بمب توسط مهندس شیمی شوروی نیسون گلپرین (زاده ۱۹۰۳- درگذشته ۱۹۸۹) در سال ۱۹۴۲ طراحی شده است. گلپرین برای کاهش استفاده از چدن و آلومینیوم، این بمب را با روکش فلزی نازک طراحی کرد و در نهایت بدنه فلزی تنها ۳۵ درصد وزن بمب را تشکیل می‌داد.
در سال ۱۹۴۲، کمیته دفاع دولتی اتحاد جماهیر شوروی نیاز به تسلیحاتی داشت که توانایی وارد کردن آسیب جدی به تأسیسات صنعتی و نظامی، ایستگاه پخش ریلی و استحکامات داشته باشد و بتواند بدون خطا و پراکنده شدن موشک‌ها در یک حمله مشابه به وسیله بمب‌هایی با وزن متوسط، ضربه بزند (در یک حمله مشابه با موشک‌هایی با کلاه جنگی سبک‌تر با وزن متوسط، به تعداد بیشتری موشک نیاز است در نتیجه احتمالاً خطا و پراکنده شدن موشک در چند نقطه، بیشتر است). اولین تلاش‌ها برای برآورده ساختن این نیاز، در قالب یک هواپیمای بدون سرنشین انتحاری برپایه نسخه اصلاح شده تی‌بی-۳ انجام شد، اما نتیجه آزمایش‌های این بمب پرنده کمتر از حد رضایت بود.
اداره لجستیک نیروی هوایی در نهایت از گلپرین درخواست ساخت یک بمب پنج تنی کرد که بتواند توسط پتلیاکوف په-۸، سنگین‌ترین بمب افکن شوروی در آن زمان، پرتاب شود. نسخه نهایی اف‌ای‌بی-۵۰۰۰ دارای شش فیوزتماسی جانبی بود و سرجنگی آن ۳۲۰۰ کیلوگرم (۷۰۵۵ پوند) جرم داشت که با مخلوط انفجاری از تی‌ان‌تی، آردی‌ایکس و پودر آلومینیوم پر شده بود. تعداد فیوزها باعث می‌شود که نیروی انفجار به صورت جانبی پراکنده شود، که باعث افزایش آسیب در مناطقی مانند مجتمع‌های صنعتی و تأسیسات نظامی می‌شود. برای بارگیری بمب، درهای محل بمب افکن باید نیمه بازمی‌ماندند که با این حال آزمایش‌ها موفقیت‌آمیز بود. دو بمب، یکی از ارتفاع ۴۰۰۰ متر و دیگری از ارتفاع ۳۳۰۰ متر پرتاب شد. اولین بمب در زمین باز سقوط کرد و یک دهانه به قطر ۶ متر (۲۰ فوت) و عمق ۳ متر (۹٫۸ فوت) ایجاد کرد و چمن‌ها در شعاع ۱۵۰ متری سوخته شدند. بمب دوم در جنگل فرود آمد و دهانه ای به به قطر ۸ متر (۲۶ فوت) وعمق ۳ متر (۹٫۸ فوت) ایجاد کرد و حدود ۶۰۰ درخت با قطرهای بین ۱۵۰ تا ۵۰۰ میلی‌متر (درخت‌های نازک‌تر از آن ۱۵۰ میلی‌متر شمارش نشده است) در شعاع ۷۰ متر کنده شدند و همچنین ۳۰ درصد از درختان در شعاع ۱۳۵ متری نیز سقوط کردند. آزمایش‌های بعدی دهانه‌هایی تا به قطر ۲۰ متر (۶۶ فوت) وعمق ۹ متر (۳۰ فوت) ایجاد کردند. در نهایت خط منتاژ این پروژه ایجاد شد و بمب با عجله در ۱۵ فوریه ۱۹۴۳ مورد استفاده قرار گرفت. تا پایان جنگ، ۹۸ فروند فاب-۵۰۰۰ به نیروی هوایی شوروی تحویل داده شدند که همه آنها در سال ۱۹۴۳ تولید شده بودند.

## استفاده عملیاتی

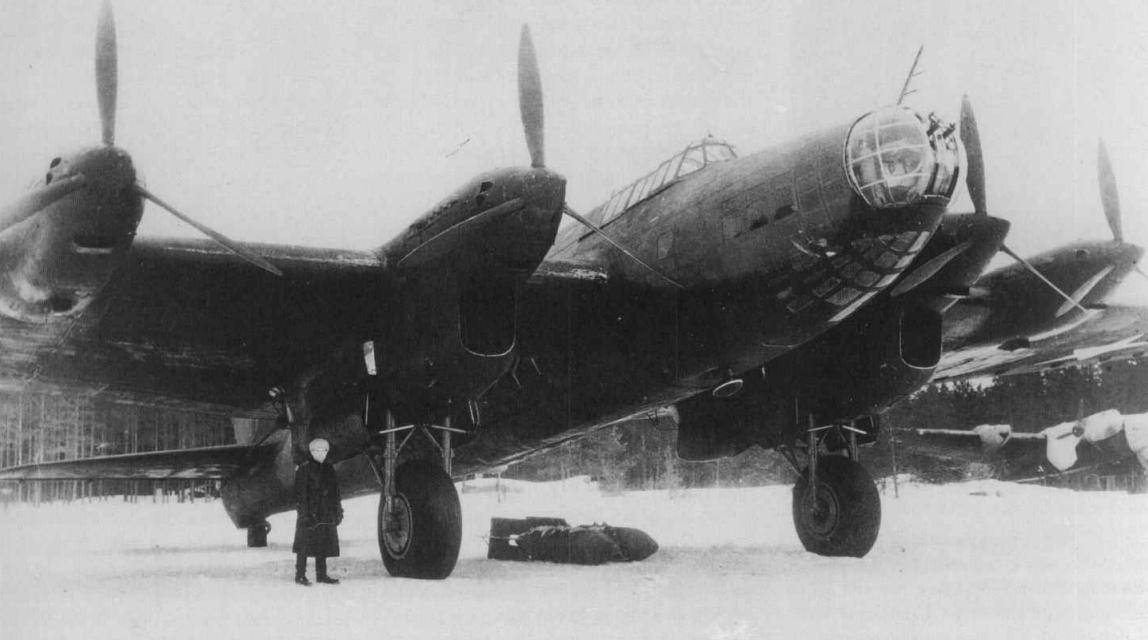
بمب افکن په-۸

اولین استفاده رزمی از اف‌ای‌بی-۵۰۰۰ در شب ۲۸ آوریل ۱۹۴۳ انجام شد، زمانی که استحکامات ساحلی در کونیگسبرگ مورد اصابت قرار گرفت. بمب افکن په-۸ که بمب را از ارتفاع ۵٬۸۰۰ متر (۱۹٬۰۰۰ فوت) پرتاب کرده بود توسط موج انفجار انفجار به لرزه درآمد. در ۱۹ ژوئیه ۱۹۴۳، در طول نبرد کورسک، دو په-۸ هر کدام یک بمب را در محوطه راه‌آهن در نزدیکی اریول پرتاب کردند، بخش ۱۰۰ متری راه‌آهن را تخریب کردند و ده‌ها واگن ریلی و خودروهای نظامی آلمانی را از بین بردند. راه‌آهن‌ها و انبارهای سوخت در اطراف اریول از قبل با یک بمب در ۴ ژوئن و با دو بمب در ۳ جولای مورد اصابت قرار گرفته بودند. دو حمله به پیشروی نیروهای آلمانی، در ۱۲ ژوئیه انجام شده بود ولی حملات بیشتر برای جلوگیری از خطر آتش خودی به حالت تعلیق درآمد. منابع شوروی همچنین ادعا می‌کنند که دو ساختمان تحت اشغال پلیس کمکی بلاروس و گشتاپو در شهر موگیلف بلاروس با دو بمب اف‌ای‌بی-۵۰۰۰ ظاهراً در تاریخ ۲۶ می ۱۹۴۳ تخریب شدند. در ۷ فوریه ۱۹۴۴، دو بمب اف‌ای‌بی-۵۰۰۰ دیگر در جریان حملات بزرگ‌سال ۱۹۴۴ بر روی هلسینکی پرتاب شد که منابع شوروی ادعا می‌کنند کارگاه‌های راه‌آهن و یک کارخانه کابل سازی در جریان این حمله ویران شدند. همچنین چند روز بعد، دو بمب دیگر بر پایتخت فنلاند افتاد. آخرین اف‌ای‌بی-۵۰۰۰ در ۹ مارس ۱۹۴۴ بر روی ایستگاه راه‌آهن براییلیو در اوکراین رها شد که به توقف تمامی ترافیک راه‌آهن برای چندین روز منجر شد.

## در فرهنگ عامه
- در بازی ویدئویی وارتاندر در سال ۲۰۱۲، اف‌ای‌بی-۵۰۰۰ به عنوان یک گزینه انتخوابی محموله برای بمب افکن په-۸ گنجانده شده است که شعاع انفجار/کشتار بیش از ۲۰۰ متر را به همراه دارد. این بمب بدنامی و سو شهرت زیادی در جامعه وارتاندر به دست آورد چرا که بزرگ‌ترین بمب در بازی بود و تا زمانی که بمب ۱۲۰۰۰ پوندیِ (تقریبا ۵۴۴ کیلوگرم) تال‌بوی [en] بریتانیا به عنوان محموله انتخوابی برای هواپیمای لنکستر اضافه شد، از آن به دلیل توانی کشتن اهداف زمینی به عنوان بمب اتمی یاد می‌شد.